# Satellaview

Logo ufficiale

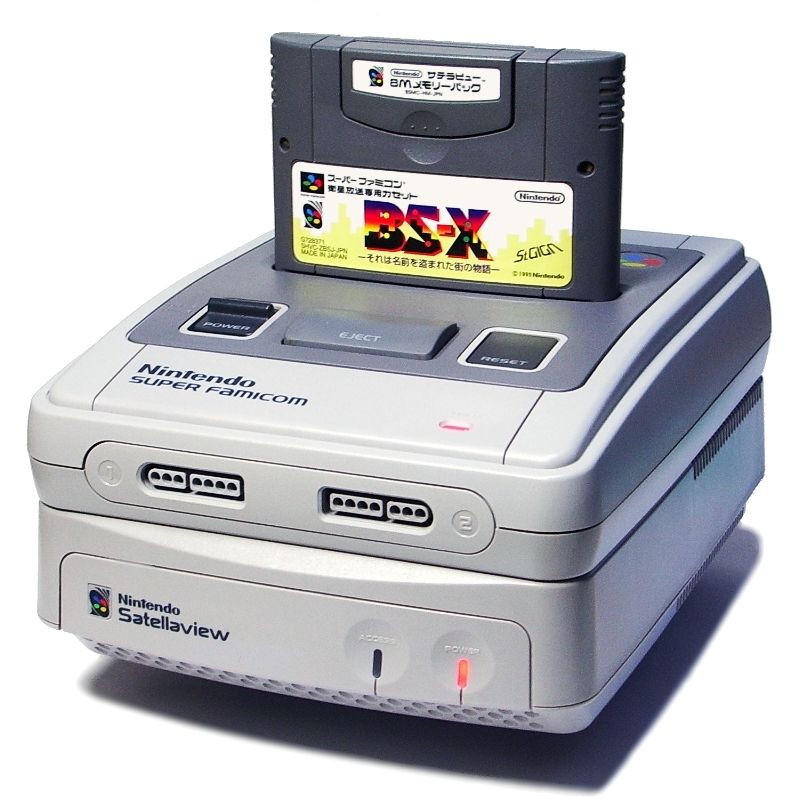
Satellaview (sotto) connesso al Super Famicom, che ha l'apposita cartuccia BS-X inserita

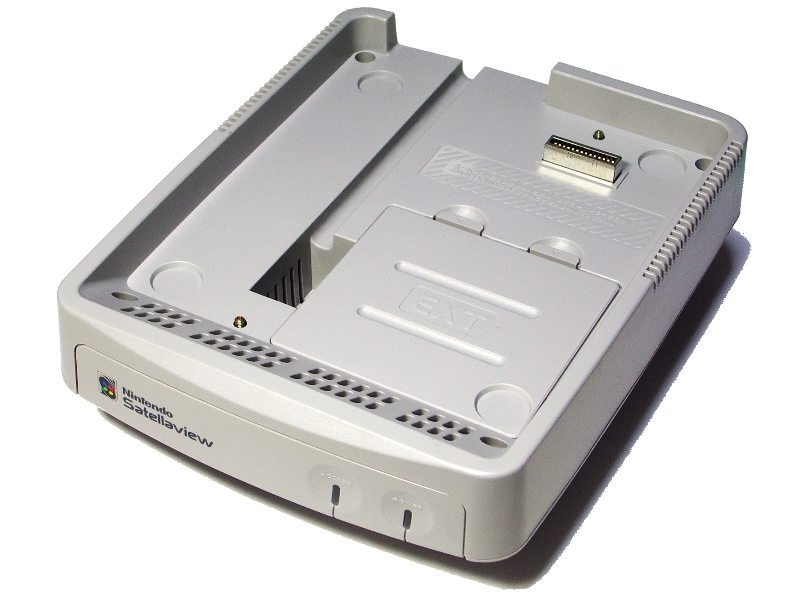
Satellaview scollegato

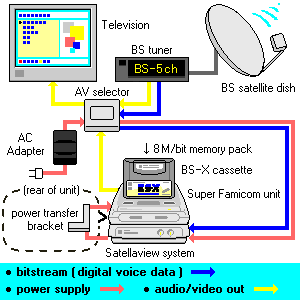
Architettura del servizio

Il Satellaview (サテラビュー?, Saterabyū) è una periferica per la console Super Famicom creata da Nintendo in collaborazione con St.Giga, emittente radiofonica satellitare giapponese, e commercializzata solo in Giappone a partire dal 1995. Permetteva di ottenere contenuti scaricabili tramite rete satellitare, da memorizzare in un'apposita cartuccia o usufruire in diretta.
Per i suoi tempi era un servizio notevole, che precedeva di quasi dieci anni gli analoghi molto più diffusi, come Xbox Live.
Non era il primo servizio a permettere il collegamento remoto di una console per ottenere degli extra, essendo preceduto almeno da Famicom Net System della stessa Nintendo (1988) e da Sega Meganet (1990), ma aveva più potenzialità dei precedenti.
Nonostante fosse piuttosto di nicchia, il Satellaview fu un sorprendente successo. Distribuì numerosi giochi e trasmise contenuti tutti i giorni per oltre cinque anni, dall'aprile 1995 al giugno del 2000. Una durata notevole, considerando anche che rimase attivo fino a ben quattro anni dopo che era uscito il successore del Super Famicom, il Nintendo 64.
Una sorta di successore del Satellaview fu il servizio RandNet per Nintendo 64DD, che invece fu attivo solo per un anno.

## Funzionamento
I segnali radio della St.Giga, allora appartenente al gruppo televisivo WOWOW, venivano ricevuti dall'antenna parabolica e dal sintonizzatore normalmente usati anche per tutte le altre trasmissioni su abbonamento della St.Giga. Il sintonizzatore andava collegato al Satellaview, che si aggancia al di sotto del Super Famicom. Il collegamento della periferica alla console avviene tramite la porta di espansione, che fino ad allora non era mai stata utilizzata per nessun hardware.
Nel Super Famicom andava inoltre inserita un'apposita cartuccia chiamata BS-X con sottotitolo Sore wa namae o nusumareta machi no monogatari, traducibile "La città cui avevano rubato il nome". Il software che si avvia è un gioco/menù: il giocatore muove un personaggio in una città simile a quella di EarthBound e nei vari edifici accede a giochi, informazioni e servizi.
L'utente era tenuto a sapere gli orari di trasmissione dei vari servizi, consultando le programmazioni scaricabili dal Satellaview stesso o pubblicate sulla rivista cartacea Satellaview Tsushin (prodotta dagli autori di Shūkan Famitsū).
Nella cartuccia BS-X può essere inserita una memoria opzionale da 8 MB che permette di salvare la trasmissione ricevuta e usufruirne in un secondo momento.
I dati scaricabili dal Satellaview erano di tre tipi:
- riviste da leggere a video, in modo simile al Teletext; ad esempio riviste di giochi come Famitsū e Nintendo Power, e anche riviste audio, con registrazioni vocali di famosi comici giapponesi;
- dati aggiuntivi per i videogiochi su cartuccia che supportano il servizio;
- nuovi videogiochi completamente scaricabili, spesso suddivisi in fino a quattro puntate (trasmesse giornalmente o settimanalmente), per motivi di velocità e dimensioni.[1]

## Videogiochi
I giochi per Satellaview si possono raggruppare in quattro categorie:
- riedizioni o remake dei migliori giochi tradizionali per Famicom o Super Famicom;
- eventi mensili con sfide a premi ai punteggi più alti;
- giochi originali BS (broadcast satellite) prodotti esclusivamente per Satellaview e molto raramente poi ripubblicati anche su cartuccia;
- giochi SoundLink, caratteristica più peculiare del Satellaview, un misto di videogioco e radiodramma, da giocare a orari prestabiliti, per beneficiare di recitazione vocale in diretta all'interno del gioco.[1]

Parte dei giochi si possono giocare liberamente una volta scaricati, parte erano in tempo reale e si potevano giocare solo in diretta quando il servizio era accessibile (di solito tra le 4 e le 7 del pomeriggio); i progetti più avanzati erano proprio tra questi ultimi.
Tra i più noti ci sono quattro giochi della serie di The Legend of Zelda, esclusivi del Satellaview, tre dei quali con SoundLink. Il primo è BS Zelda no Densetsu (BS The Legend of Zelda), trasmesso dall'agosto 1995; aveva una stretta tabella di marcia e tutti potevano giocare progressivamente i vari capitoli agli stessi orari. Il gioco andava in pausa per ascoltare intermezzi di narrazione o di spiegazioni recitati da attori radiofonici. Il seguito BS Zelda no Densetsu: Inishie no Sekiban ("antiche steli") del 1997 non usava invece le pause, sovrapponendo azione di gioco e recitazione, con un cast che salì da tre a cinque attori.
Altri titoli notevoli sono Radical Dreamers, un'avventura testuale seguito di Chrono Trigger, ed Excitebike Bun Bun Mario Battle Stadium, remake di Excitebike con personaggi di Mario.
Molte altre serie note arrivarono con seguiti o remake su Satellaview, tra cui F-Zero, Dragon Quest e Fire Emblem. In tutto i titoli sviluppati specificamente per Satellaview sono circa un'ottantina.
I giochi su tradizionale cartuccia che permettevano lo scaricamento di dati aggiuntivi da Satellaview sono 8.
Oggigiorno, poiché la grande maggioranza dei giochi non uscirono sotto altre forme, è molto difficile recuperarli. Copie fisiche si possono trovare salvate sulle memory card sopravvissute, e parte dei giochi sono stati archiviati e messi a disposizione dalla comunità dell'emulazione. Alcuni giochi sono in ogni caso impossibili da rigiocare come nell'originale, in particolare quelli basati su SoundLink o sugli eventi mensili; i giochi di Zelda ad esempio sono stati recuperati per gli emulatori, ma sono adattamenti senza le voci degli attori.